# ۱۰۸۸ (میلادی)
۱۰۸۸ میلادی یکی از سال‌های سده یازدهم گاه‌شماری میلادی است.

## رویدادها
- تأسیس دانشگاه بولونیا
- ۱۲ مارس - اوربان دوم به مقام پاپی انتخاب شد.

## درگذشت‌ها
‎